# Стефано ди Сант’Аньезе
Стефано ди Сант’Аньезе (также Стефано Венециано; итал. Stefano di Sant Agnese, Stefano Veneziano; работал во 2-й пол. XIV века) — итальянский художник.

Мадонна с младенцем (Мадонна делла роза). 1369 год. Музей Коррер, Венеция

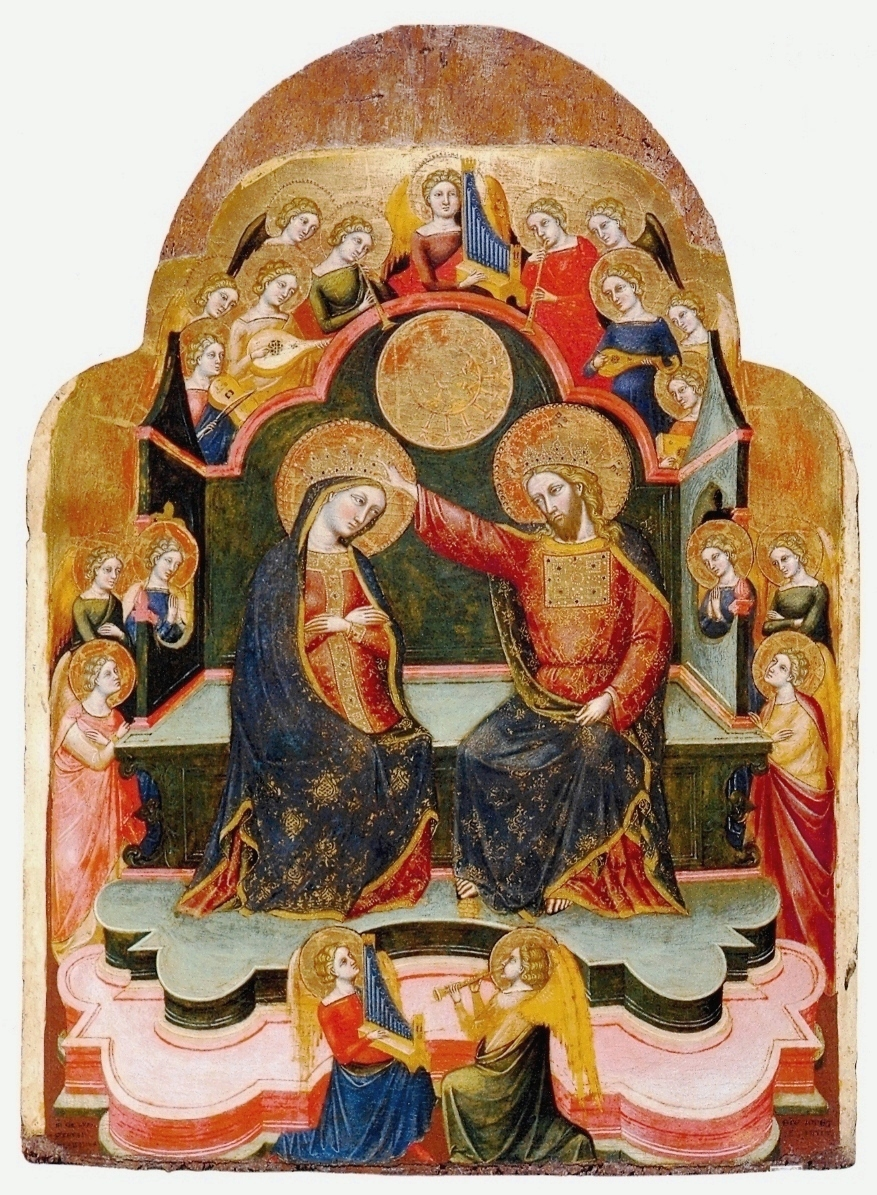
Коронование Марии. 1381 год. Галерея Академии, Венеция

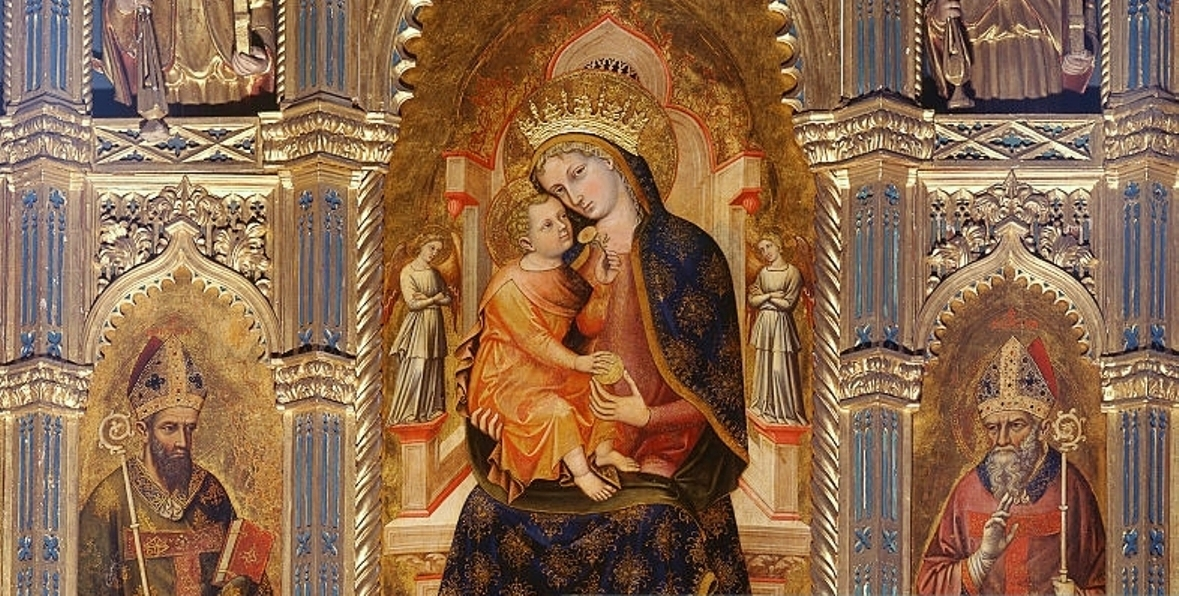
Мадонна с младенцем, Св. Блез и Св. Мартин. 1385 год. Деталь полиптиха из ц. Сан Заккария, Венеция.

## Биографические сведения
Даты рождения и смерти живописца неизвестны; подписанные им работы охватывают период с 1369 по 1385 год. Свои произведения Стефано подписывал «STEFAN PLEBANUS SCE AGNET» («Стефан прихожанин св. Агнессы»; именно прихожанин, но никак не священник или каноник, как иногда ошибочно пишут, поскольку «PLEBANUS SCE AGNET» означает, что он жил в Венеции, в районе церкви Сант Аньезе). Кроме Венеции художник работал во Фриули, о чем свидетельствует документ от 1382 года. Вероятно также, что Стефано работал и в Ферраре (итальянская исследовательница Серена Скерль дель Конте предполагает, что Стефано ди Сант Аньезе и Стефано да Феррара — это один и тот же художник).

## Творчество.
Где Стефано обучался мастерству живописца доподлинно неизвестно, однако все его работы демонстрируют связь как с искусством «более византийского» Паоло Венециано, так  и с манерой  «более готического» Лоренцо Венециано. Для его произведений характерны деликатная линия и гармоничный колорит, сближающие его работы с интернациональной готикой.
Венецианская живопись XIV века представляла собой взаимодействие двух основных художественных тенденций – византийского влияния, для которого типична мягкая, плавная линия рисунка (Византия была хранительницей античного наследия), и влияния народившейся в  Северной Европе готики, для живописи которой характерна более ломаная, жёсткая линия рисунка. С другой стороны, для византийской живописи было обычным условное изображение фигур и складок тканей одежды, в то время как готическая живопись стремилась к более натуралистическому отображению внешнего вида людей. Все эти тенденции в той или иной степени перемешаны в творчестве Стефано. Особенно резким поворотом в сторону готики выглядят его изображения святых из Национальной пинакотеки в Ферраре: их одежды написаны в абсолютно готической манере.

## Произведения
Сохранилось всего несколько подлинников Стефано.
В 1369 году он написал «Мадонну с младенцем на троне» («Мадонна делла Роза», 81х51 см; Музей Коррер, Венеция). Картина по всей вероятности ранее была центральной панелью триптиха или более сложного алтаря. Мария восседает на величественном троне, покрытом золотыми узорами. Платье Марии и одежды младенца Иисуса золотое узорочье покрывает с восточной роскошью. Лицо Богоматери не столь сурово, как это можно видеть на византийских иконах, оно задумчиво и миловидно в соответствии с новыми готическими веяниями, в руке она держит розу. В левой нижней части сохранилась надпись MCCCLXVIIII/ADI XI AVOS/TO. STEF/PLEB.SCE.AGN.P. 1369 год, обозначенный в надписи, в венецианском летоисчислении соответствует 1370 году.
Следующее произведение, имеющее дату и подпись автора — «Коронование Марии» (1381 г., 72х52 см; Галерея Академии, Венеция). Эта картина, написанная на популярную в итальянской живописи XIV века тему, по всей вероятности тоже была центральной частью более сложной алтарной конструкции. Христос и Мария восседают на скромном троне с резными ступенями, покрытом зелёной краской, ангельский оркестр играет небесную музыку. В нижней части картины оставлена надпись: VCCCLXXXI/STEFAN/PLEBANUS/SCE AGNET/PINXIT (1381 г., написал Стефан, прихожанин Св. Агнессы).
В венецианской церкви св. Захария в капелле Сан Таразио стоит великолепный резной готический алтарь, созданный ок. 1444 года художниками Антонио Виварини, Джованни д’Алеманья и резчиком Лудовико да Форли. Центральная панель этого алтаря «Мадонна с младенцем», и две боковые — «Св. Блез» и «Св. Мартин» принадлежат кисти Стефано. Они были вмонтированы в алтарь после того, как оригинальные работы Виварини были утрачены. Руководители храма разобрали полиптих, написанный Стефано в 1385 году для Скуола деи Форнери алла Мадонна дель Орто (он был датирован — 1385 г. и подписан художником), взяли из него необходимое, вставили в резные рамы и таким образом подновили алтарь в капелле. В таком виде он стоит до сих пор. Разобранный же полиптих, созданный Стефано в 1385 году, почти весь утрачен, от него сохранилась только еще одна картина — «Св. Христофор» (Венеция, Музей Коррер). Исследователи считают, что центральная панель «Мадонна с младенцем» представляет собой выражение идеи «sacra conversazione» «божественного собеседования» между Богородицей и младенцем-Христом, и отмечают такую деталь, как две скульптуры ангелов, украшающие подлокотники трона. Такой приём в 1350-х годах впервые использовал Гварьенто ди Арпо в Падуе, из чего последовало заключение, что Стефано был знаком с его падуанскими работами. Пределлу алтаря со сценами из жизни св. Мартина некоторые исследователи, включая Ф. Дзери, также считают возможным причислить к работам Стефано ди Сант Аньезе.
Кроме бесспорных произведений Стефано, ему приписывают:
- Мадонна на троне с младенцем и ангелами (133х56см), Коллекция Чини, Венеция
- Мадонна с младенцем; ц. Санта Мария дель Розарио (Джезуати), Венеция.
- 16 деревянных панелей, расписанных изображениями святых, из Национальной Пинакотеки в Ферраре: Св. Стефан, Св. Апостол Павел; св. Апостол Пётр; св. Иаков; не идентифицированный апостол с книгой; св. Варфоломей; св. Маврелий (покровитель Феррары); св. Иустина; св. Лаврентий; св. Иоанн Креститель; св. Мария Магдалина; св. кармелитский аббат (св. Прокардо?); не идентифицированный святой кармелитский аббат с книгой; не идентифицированный священник (св. Аполлинарий?); не идентифицированный святой, читающий книгу; не идентифицированный св. кармелитский аббат с книгой; св. Екатерина Александрийская. Все примерно одного размера 83х28 см. Неизвестно для какой церкви святые были написаны, но поступили в Национальную пинакотеку в 1869 году из ц. Сан Паоло.

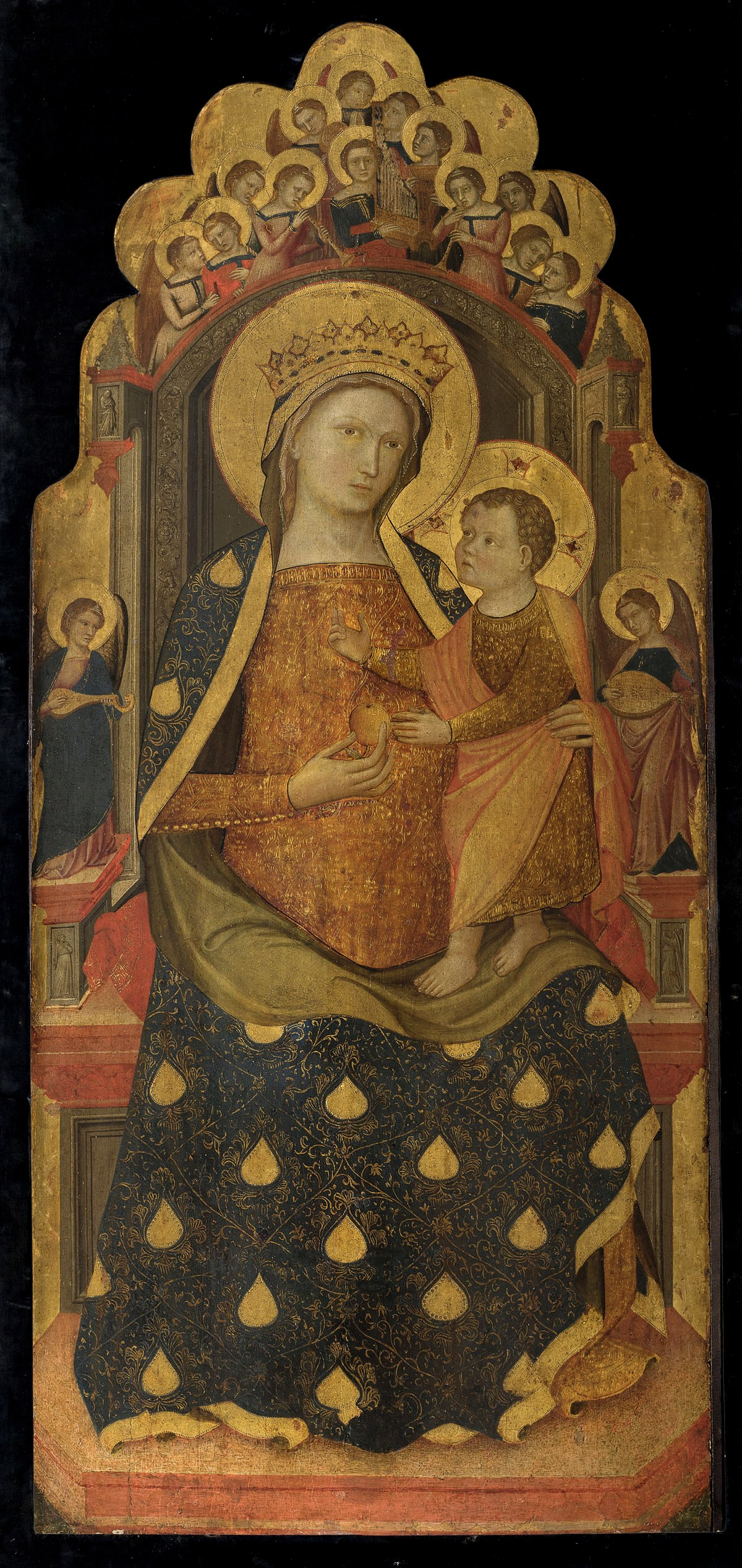
Мадонна на троне с младенцем и ангелами, Коллекция Чини, Венеция
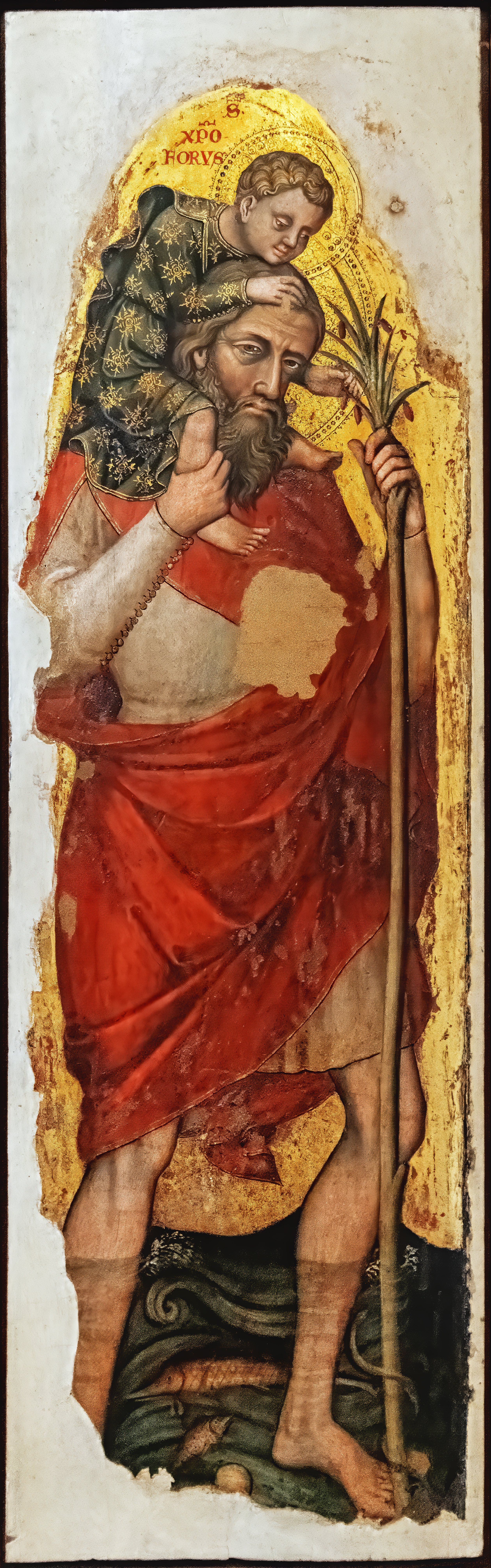
Св. Христофор. 1385г, деталь утраченного полиптиха. Музей Коррер, Венеция
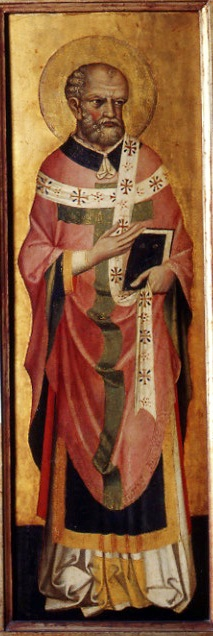
Неизвестный святой (св. Аполлинарий?), Национальная пинакотека, Феррара
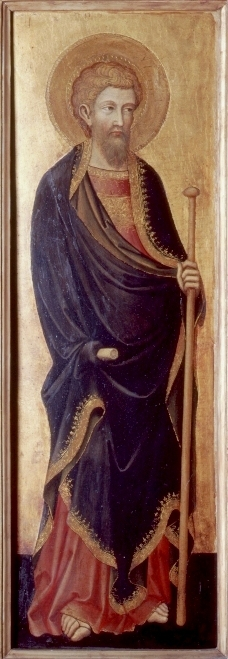
Св. Иаков, Национальная пинакотека, Феррара
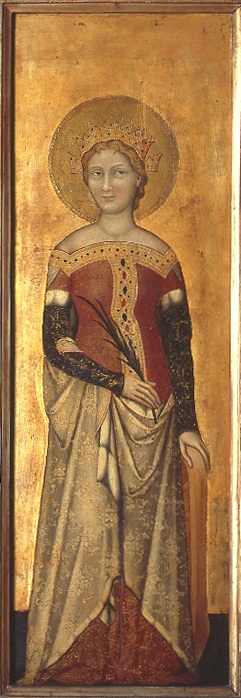
Св. Екатерина Александрийская, Национальная пинакотека, Феррара
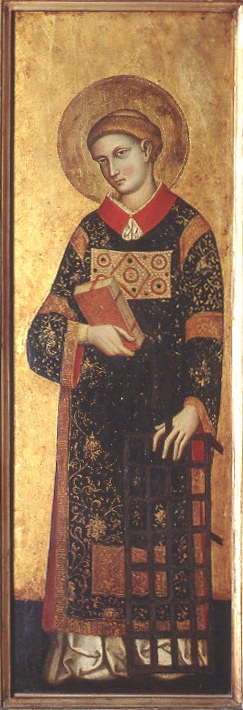
Св. Лаврентий, Национальная пинакотека, Феррара